# Parc Nacional dels Lençóis Maranhenses
El Parc Nacional dels Lençóis Maranhenses (oficialment, en portuguès, Parque Nacional dos Lençóis Maranhenses) és una reserva natural brasilera establerta per a la protecció integral de la natura situada en la regió nord-est de l'estat de Maranhão. El territori del parc, amb una àrea de 156.584 hectàrees, està distribuït pels municipis de Barreirinhas, Primeira Cruz i Santo Amaro do Maranhão. El Parc dels Lençóis va ser creat en terrenys federals pel Decret núm. 86.060, signat el 2 de juny de 1981 per la Presidència de la República.
Inserit en un bioma costaner marí, el parc és un exponent dels ecosistemes de manglar, restinga i duna, acompanyats de vents forts i pluges regulars. La seva gran bellesa escènica, els passeigs pels camps de dunes i la possibilitat de banyar-se en les llacunes, atreuen turistes de tot el món, que visiten el parc durant l'any sencer. El 26 de juliol de 2024 va ser declarat Patrimoni de la Humanitat per la UNESCO.

## Geografia
El parc es localitza al nord del Brasil, en el litoral nord-est de l'estat de Maranhão, amb un perímetre de 270 km i 156.584 ha. Llençois acull en el seu interior aproximadament 90 000 ha de dunes lliures i llacunes interdunars d'aigua dolça, a més de grans àrees de restinga i de costa oceànica. La faixa de dunes s'endinsa, des de la costa, entre 5 i 25 km cap a l'interior. En la regió es troba la naixent del riu Preguiças, que talla el parc fins a la seva desembocadura a l'Atlàntic.

### Clima
El clima és subhumit sec, amb una temperatura mitjana anual de 26 °C. Tot i l'aparença desèrtica de l'àrea del parc, el clima de la regió té dues estacions ben definides: una plujosa, que va de gener a juliol, i una altra seca, d'agost a desembre. Les pluges contribueixen pel control de la humitat de la regió i la formació de llacs entre les dunes. Entre desembre i gener, i a vegades fins al final de febrer, abans que la quantitat de pluja creixi, les llacunes ocasionalment s'assequen. La precipitació mitjana anual gira entorn de 1.600 mm.

### Ecologia
Les llacunes del parc estan moltes vegades interconnectades unes a les altres, així com els rius que corren per l'àrea. Són l'hàbitat d'una sèrie d'espècies de peixos i insectes, incloent el traíra ((Hoplias spp.) que s'amaga en capes humides de fang i roman hivernant durant l'estació seca. A més de les dunes que formen la part central del parc, l'ecosistema també inclou àrees de restinga i manglar.
El parc abriga quatre espècies llistades com amenaçades d'extinció, l'ibis escarlata (Eudocimus ruber), la llúdria cuallarga (Lontra longicaudis), el gat tigrat (Leopardus tigrinus) i el manatí caribeny (Trichechus manatus). El parc també inclou 133 espècies de plantes, 112 espècies d'aus i almenys 42 espècies de rèptils.

### Accés i visites
La seu del parc està a uns 260 km de la capital de l'estat, São Luís, als marges del riu Preguiças. L'accés principal al parc es fa per via fluvial, baixant des de Barreirinhas o remuntant el curs des d'Atins, a la desembocadura.

## Cultura popular
El lloc va ser escenari de la pel·lícula Casa de Areia (Andrucha Waddington, 2005). Un dels episodis de Naked and Afraid, reality de supervivència exhibit per Discovery Channel, també va ser filmat en la regió. Les pel·lícules Avengers: Infinity War i Avengers: Endgame van escenificar-hi el planeta Vormir.